# Kali chlorochromat
Kali chlorochromat là một hợp chất vô cơ có công thức KCrO3Cl. Đó là muối kali của ion chlorochromat, CrO3Cl−. Nó là một hợp chất màu cam hòa tan trong nước, đôi khi được sử dụng để oxy hóa các hợp chất hữu cơ. Nó đôi khi được gọi là muối Péligot, gọi theo tên người phát hiện ra nó, Eugène-Melchior Péligot.

## Cấu trúc và tổng hợp
Kali chlorochromat ban đầu được điều chế bằng cách xử lý kali đicromat với axit clohydric. Ngoài ra có thể cho phản ứng của cromyl(VI) chloride và kali cromat:
K2CrO4 + CrO2Cl2 → 2KCrO3Cl
Muối này bao gồm tứ diện anion chlorochromat. Độ dài liên kết Cr=O trung bình là 159 pm và khoảng cách Cr–Cl là 219 pm.

## Phản ứng
Kali chlorochromat bị phân hủy khi đun nóng đến 100 °C (212 °F; 373 K):
4KCrO3Cl → K2Cr2O7 + Cr2O3 + 2KCl + Cl2↑ + O2↑
Mặc dù ở dạng khí nó ổn định nhưng các dung dịch nước của nó chịu sự thủy phân. Với axit clohydric cô đặc, nó chuyển thành cromyl(VI) chloride (CrO2Cl2). Khi phản ứng với 18-crown-6, nó tạo thành muối béo [K(18-crown-6]CrO3Cl.
Muối Peligot có thể làm oxy hóa benzyl alcohol, một phản ứng có thể được xúc tác bởi axit. Một muối liên quan là pyridini chlorochromat, thường được sử dụng cho phản ứng này.

## An toàn
Kali chlorochromat có thể độc hại khi nuốt phải (có thể gây ngộ độc cấp tính và tổn thương thận cùng các biến chứng khác) hoặc tiếp xúc với da người (có thể gây bỏng mắt, kích ứng, dị ứng hoặc loét), đặc biệt nếu hít phải.